# Anton Jatsch
Anton Jatsch (* 2. Februar 1909 in Polkendorf, Niederschlesien; † 4. Januar 1996) war ein hessischer Politiker (GB/BHE) und Abgeordneter des Hessischen Landtags.

## Leben
Anton Jatsch besuchte Volks- und Bürgerschule und legte dann 1929 die Reifeprüfung an der Ingenieurschule in Reichenberg ab. Danach arbeitete er als Privatsekretär, Betriebstechniker und Konstrukteur. Im Jahr 1934 fand er eine Anstellung bei der Sudetendeutschen Partei (Albrecht Kirschner geht daher auch von einer Mitgliedschaft aus) und später bei der Arbeitsfront.
Von 1940 bis 1944 war er Soldat. Aufgrund von Kriegsverletzungen war er schwerbeschädigt.
Anton Jatsch beantragte am 15. Dezember 1938 die Aufnahme in die NSDAP und wurde rückwirkend zum 1. November desselben Jahres aufgenommen (Mitgliedsnummer 6.635.204). Als Parteifunktionär war er Hauptgemeinschaftsleiter und Kreisredner. Zudem war er seit 1942/43 in der Sturmabteilung „Obertruppenführer e.h.“
Anton Jatsch war Mitbegründer des BHE in Hessen und hatte eine Reihe von Ämtern im GB/BHE. Für seine Partei war er Mitglied des Kreisausschusses des Landkreises Bergstraße. Im Hessischen Landtag war er vom 1. Dezember 1950 bis zum 30. November 1958 Mitglied. Im Landtag war er zwischen dem 7. November 1953 und dem 30. November 1958 stellvertretender Vorsitzender der GB/BHE-Landtagsfraktion.
Nach seinem Ausscheiden aus dem Parlament versuchte Anton Jatsch durch die Mitarbeit in einer Vielzahl von Kleinparteien wieder politischen Einfluss zu gewinnen. So trat er der NPD bei, gründete eine „Deutsch Soziale Volkspartei“, wirkte 1975 als Bundesvorstandsmitglied bei der „Aktionsgemeinschaft Vierte Partei“ (AVP) und war 1977 Gründungsmitglied der „Sozialen Demokratischen Union“. Keiner dieser Aktivitäten war jedoch Erfolg beschieden.
1990 wurde er mit dem Bundesverdienstkreuz am Bande geehrt.